# Henryk Suchenek-Suchecki
Henryk Jan Suchenek-Suchecki, pierw. Jan Suchenek-Suchecki (ur. 9 maja 1887 w Warszawie, zm. w maju 1941 w Auschwitz-Birkenau) – major Wojska Polskiego, urzędnik ministerialny II Rzeczypospolitej, prezes Związku Sybiraków.

## Życiorys
Urodził się w 9 maja 1887 w Warszawie. Po zakończeniu I wojny światowej i odzyskaniu przez Polskę niepodległości został przyjęty do Wojska Polskiego. Jako Jan Suchenek-Suchecki został awansowany na stopień kapitana w korpusie oficerów zawodowych administracji, dział kancelaryjny ze starszeństwem z 1 grudnia 1920. W 1924 był oficerem Oddziału II Sztabu Generalnego Wojska Polskiego. Z dniem 31 grudnia 1926 został przeniesiony w stan nieczynny na okres 12 miesięcy. 8 lutego 1927 minister spraw wewnętrznych mianował go prowizorycznym naczelnikiem w Ministerstwie Spraw Wewnętrznych. Z dniem 31 grudnia 1927 minister spraw wojskowych przedłużył mu stan nieczynny na dalsze 12 miesięcy. Z dniem 31 grudnia 1928 został przeniesiony do rezerwy. W 1934, jako oficer rezerwy pozostawał w ewidencji Powiatowej Komendy Uzupełnień Warszawa Miasto III. Po przeniesieniu do rezerwy został awansowany na stopień majora.
Sprawował stanowisko naczelnika Wydziału Narodowościowego w Departamencie Politycznym Ministerstwa Spraw Wewnętrznych. Politycznie działał w Bezpartyjnym Bloku Współpracy z Rządem. 1 lipca 1928 został członkiem Zarządu Głównego założonego wówczas Związku Sybiraków, pomiędzy 1931 a 1938 pełnił funkcję prezesa Zarządu Głównego ZS. Był także wiceprezesem Reprezentacji b. żołnierzy na Wschodzie. W grudniu 1935 zeznawał jako światek w procesie zabójców ministra Bronisława Pierackiego. W 1935/1936 przebywał w palestyńskim Tel-Awiwie celem zapoznania się z kwestią emigracji żydowskiej.
Był bratem Wacława Suchenek-Sucheckiego, naczelnika urzędu śledczego w Warszawie i w Stanisławowie oraz radcy prawnego metropolity Dionizego i sekretarza synodu (konsystorza) prawosławnego w Warszawie (według prasy ostatnią z ww. funkcji otrzymał dzięki wstawiennictwu brata Henryka mimo braku posiadanych ku temu kwalifikacji), w lutym 1937 aresztowanego, po czym oskarżonego o korupcję i przywłaszczenie pieniędzy. Ze stanowiska naczelnika wydziału w MSW 24 marca 1937 został przeniesiony w stan spoczynku. Podczas II wojny światowej poniósł śmierć w niemieckim obozie koncentracyjnym Auschwitz-Birkenau w maju 1941. Symbolicznie został upamiętniony na grobowcu rodzinnym na cmentarzu Powązkowskim w Warszawie (kwatera 211-2-16,17).

## Publikacje
- Państwo a Cerkiew prawosławna w Polsce i w państwach ościennych (1930)[29]

## Ordery i odznaczenia
- Krzyż Niepodległości z Mieczami (15 kwietnia 1932)[30]
- Krzyż Oficerski Orderu Odrodzenia Polski (27 listopada 1929)[31]
- Złoty Krzyż Zasługi (dwukrotnie: 10 listopada 1928[32], 10 listopada 1938[33])